# Vasilij Alexejevič Bilbasov
Vasilij Alexejevič Bilbasov (rusky Василий Алексеевич Бильбасов; 19. června 1837, Poltava – 6. srpna 1904, Pavlovsk) byl ruský historik a publicista, specialista na vládu Kateřiny II. Veliké.

## Život
Pocházel z poltavské drobné šlechty. Po skončení studia na fakultě dějin a filologie Petrohradské univerzity se specializoval na středověká studia a sdílel myšlenky Rankeho. Byl poslán v roce 1863 za vědeckým účelem na dva roky do zahraničí. Po návratu v roce 1866 působil jako profesor obecné historie na Petrohradské univerzitě. V roce 1867 byl zvolen radou kyjevské univerzity sv. Vladimira na místo docenta a vyučoval zde až do roku 1871.
V roce 1871 se přestěhoval do Petrohradu, kde po dobu 12 let editoval noviny svého tchána – Hlas. Publikace reflektovala názory a ambice mírně liberální části ruské společnosti, bránila potřebu postupného pokračování iniciovaných reforem. Po ukončení Hlasu v roce 1883 se Bilbasov věnoval sběru dosud neznámých dokumentárních materiálů o historii vlády Kateřiny II. a jejich zpracování. V osmdesátých letech 19. století publikoval v Ruských starých časech sérii článků o různých aspektech její vlády. V roce 1890 byl vydán první svazek díla Historie Kateřiny II. Bilbasovova studie vrhla světlo na dříve zakázaná témata, jako jsou vztahy císařovny s oblíbenci, spolu s přesnými psychologickými náčrty a historickými anekdotami. Druhý svazek v roce 1891 byl zakázán cenzurou. Do roku 1896 vyšly dva další díly ale tento magnum opus zůstal nedokončený. Vydal také dvoudílnou studii o Cyrilovi a Metodějovi a první ruskou biografii Jana Husa.
Bilbasov zemřel v roce 1904 na Krajevského dače v Pavlovsku. Je pohřben na Novoděvičím hřbitově v Petrohradu.